# Kyrkomöte
|  | Wiktionary har en ordboksartikel om kyrkomöte. |

Kyrkomöte är en sammankomst inom ett kristet samfund i syfte att avgöra teologiska lärofrågor och regler. 

## Romersk-katolska kyrkan

### Koncilier
På koncilier avgjordes lärofrågor och rättsregler. Följande tjugoen kyrkomöten betraktas som koncilier inom den romersk-katolska kyrkan. Sju (fetmarkerade) erkänns som ekumeniska koncilier även av andra kyrkoinriktningar. 
- Konciliet i Jerusalem år 49
- Första konciliet i Nicaea 325
- Första konciliet i Konstantinopel 381
- Konciliet i Hippo 393
- Konciliet i Kartago 397
- Konciliet i Efesus 431
- Konciliet i Chalkedon 451
- Andra konciliet i Konstantinopel 553
- Tredje konciliet i Konstantinopel 680–681
- Andra konciliet i Nicaea 787
- Fjärde konciliet i Konstantinopel 869–870
- Laterankoncilierna 1123, 1139, 1179, 1215 och 1512
- Första Lyonkonciliet 1245
- Andra Lyonkonciliet 1274
- Konciliet i Vienne 1311–1312
- Femte konciliet i Konstantinopel 1341–1351
- Konciliet i Konstanz 1414
- Konciliet i Florens 1431–1445
- Tridentinska mötet 1545–1563
- Första vatikankonciliet 1869–1870
- Andra vatikankonciliet 1962–1965

### Övriga synoder
- Synoden i Jerusalem 415
- Synoden i Sutri 1046
- Synoden i Dordrecht 1618–1619
- Biskopssynoden om familjen 2014

## Anglikanska kyrkogemenskapen
- Generalsynoden är Engelska kyrkans högsta beslutande församling.

## Protestantisk kristendom
- Kyrkomötet (Svenska kyrkan)
- Kyrkomötet (Evangelisk-lutherska kyrkan i Finland)
- Skandinaviska kyrkomöten har hållits fyra gånger: i Köpenhamn (1857), Lund (1859), Kristiania (1861), Köpenhamn (1871).[1]